# آیا اوکاموتو
آیا اوکاموتو (به ژاپنی: 岡本綾 Okamoto Aya)؛( زادهٔ ۹ دسامبر ۱۹۸۲) یک هنرپیشه اهل ژاپن است. وی بین سال‌های ۱۹۹۱ تا ۲۰۰۷ میلادی فعالیت می‌کرد.
از فیلم‌ها یا برنامه‌های تلویزیونی که وی در آن نقش داشته است می‌توان به آزومی اشاره کرد.